# Citroën C4 WRC
Citroën C4 WRC — автомобіль WRC створений на базі серійної моделі Citroën C4. Найбільш титулований ралійний автомобіль 2007—2009 років, який переміг на переважній більшості етапів чемпіонатів світу з ралі в ці роки.

## Історія

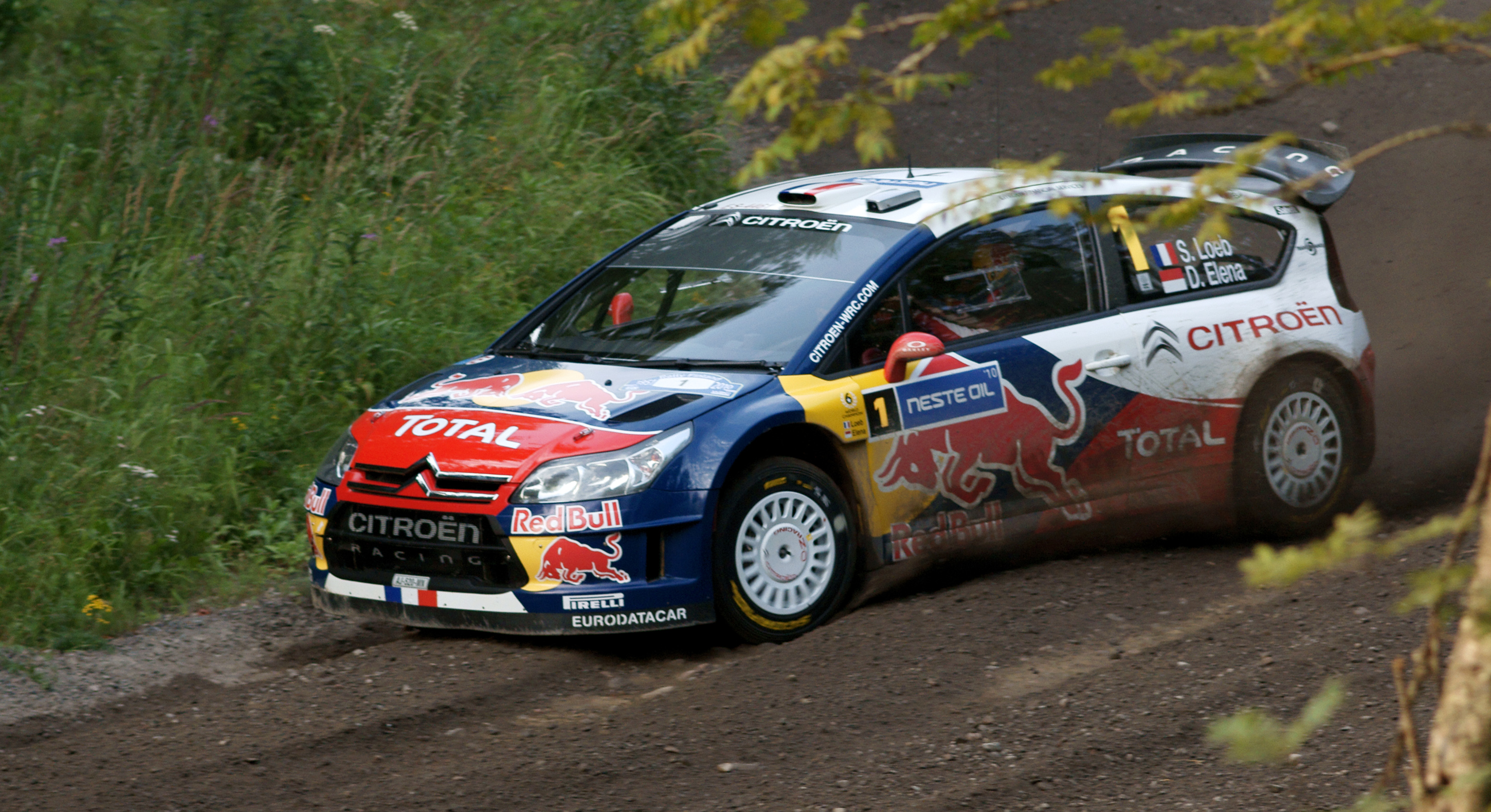
Себастьян Льоб на ралі Фінляндії 2010

Вперше автомобіль був представлений широкому загалу у 2004 році на тестах. Citroën C4 WRC повинен був замінити на ралійних трасах застарілу модель Citroën Xsara WRC. Спочатку дебют авто планувався на сезон 2005 року, але у зв'язку з формуванням союзу Peugeot та Citroën його відклали на невизначений термін.
2007 року дебют Citroën C4 WRC нарешті відбувся на Ралі Монте-Карло. Автомобілі-дебютанти посіли перше та друге місця в цьому ралі. За кермом виступали чемпіон світу з ралі Себастьян Льоб, що зайняв перше місце та його колега по команді  Дані Сордо, що приїхав другим. У 2008 році команда Citroën Total World Rally Team, виступаючи на автомобілях Citroën C4 WRC, виграла чемпіонський титул серед конструкторів.

### Модифікації
До 2009 року виготовлялися і брали участь у змаганнях дві версії цієї моделі: 
- Evo 1 — омологований для участі в чемпіонаті світу з ралі 2007 року
- Evo 2 — омологований для участі в чемпіонаті світу з ралі 2008 року

Citroen також представив концепт Citroën C4 WRC з гібридним приводом на Міжнародному автосалоні у Парижі у жовтні 2008 роцу. Citroën C4 WRC Hymotion4 (таку назву отримала гібридна версія) оснащувався системою KERS та електродвигуном на 125 кВт . Перші тести Citroën C4 WRC Hymotion4 пройшли на початку 2009 року.

## Спортивні досягнення
2008 рік — команда Citroën Total World Rally Team виграла чемпіонський титул у заліку виробників з Citroën C4 WRC.